# محوطه و قلعه تاریخی ارغوان
محوطه و قلعه تاریخی ارغوان؛ نام محوطه و دژی تاریخی مربوط به دورهٔ ساسانی - سدهٔ ۱ قمری - دورهٰ قاجار است و در شهرستان زاوه واقع شده و این اثر در تاریخ ۸ دی ۱۳۹۰ با شمارهٔ ثبت ۳۰۴۷۶ به‌عنوان یکی از آثار ملی ایران به ثبت رسیده‌است.